# Sado
Sado (izgovor po IPA: ['saðu]) je rijeka u južnom Portugalu, gdje je jedna od najvećih. 
Teče u smjeru jug-sjever u duljini od 175 km. Izvire u brdima Caldeirão, a uvire u Atlantski ocean u estuarskom ušću u gradu Setúbal. 
U Setúbalu je poznata, jer u njoj živi jedinstvena vrsta dupina, endemična isključivo za ovaj kraj; postoji 31 pripadnik ove iznimno rijetke vrste, i svaki je dobio svoje ime (2007.). Od ostalih značajnijih naselja, teče kroz grad Alcácer do Sal.
Na njoj je napravljeno nekoliko brana, ponajviše za poljodjelske svrhe, kao što je uzgoj riže, kukuruza i inih biljaka.